# Генри, Альберт Ройл
Альберт Ройл Генри (англ. Albert Royle Henry, 11 июня 1907, Аитутаки — 1 января 1981, Раротонга, Острова Кука) — политик Островов Кука, первый премьер самоуправляющейся территории в свободной ассоциации с Новой Зеландией.

## Биография
Родился в семье Джеффри Тиаваре Генри и Метуа Камре Грейс 11 июня 1907 года на острове Раротонга. Получив начальное образование, обучался в школе Анаура. После её окончания работал преподавателем, лавочником. В 1927 году женился на Елизабет Коннел. Впоследствии в 1940 году переехал в Новую Зеландию, где стал членом Лейбористской партии Новой Зеландии и профсоюза. В 1945 году стал представителем Прогрессивной ассоциации Островов Кука в городе Окленд.
В 1964 году Альберт Генри возвращается на Острова Кука, где становится главой Прогрессивной ассоциации Островов Кука, которая впоследствии трансформировалась в самостоятельную политическую партию территории — Партию Островов Кука. На парламентских выборах в апреле 1965 года Генри одерживает победу и в июне того же года становится первым премьером Островов Кука.
Альберт Генри находился у власти вплоть до 1978 года, когда он был вынужден уйти в отставку после крупного скандала, в котором уже бывшего премьера обвинили в подтасовке результатов парламентских выборов (за это он был лишён рыцарского звания, которым ранее был удостоен британской королевой Елизаветой II). После ухода в отставку его место занял Том Дэвис из Демократической партии Островов Кука.
Умер 1 января 1981 года.

## Достижения
В период премьерства Альберта Генри была проведена крупная реконструкция Международного аэропорта Раротонга, построен курорт на острове Раротонга, создана туристическая инфраструктура на других островах архипелага, введена пенсия в 1966 году для всех граждан страны старше 65 лет.
Генри очень любил играть в регби и внёс свой вклад в развитие регбийных клубов на островах (первыми были команды Тупапа и Ароранги).